# Rajasaari (ö i Norra Karelen, Pielisen Karjala, lat 63,40, long 30,79)
Rajasaari är en ö på gränsen mellan Finland och Ryssland. Den ligger i sjön Kokkojärvi och den finländska delen i kommunen Lieksa i den ekonomiska regionen  Pielinen-Karelen  och landskapet Norra Karelen, i den östra delen av landet, 500 km nordost om huvudstaden Helsingfors. Öns area är 2,5 hektar och dess största längd är 0,6 kilometer i sydöst-nordvästlig riktning.  På ön finns riksröse 631.